# Entomacrodus thalassinus
Entomacrodus thalassinus es una especie de pez de la familia Blenniidae en el orden de los Perciformes.

## Subespecies
- Entomacrodus thalassinus longicirrus (Springer, 1967
- Entomacrodus thalassinus thalassinus (Jordan & Seale, 1906.

## Hábitat
Es un pez de mar.